# Schultzidia johnstonensis
Schultzidia johnstonensis is een straalvinnige vissensoort uit de familie van slangalen (Ophichthidae). De wetenschappelijke naam van de soort is voor het eerst geldig gepubliceerd in 1949 door Schultz & Woods.